# Cirrhipathes musculosa
Cirrhipathes musculosa är en korallart som beskrevs av van Pesch 1910. Cirrhipathes musculosa ingår i släktet Cirrhipathes och familjen Antipathidae. Inga underarter finns listade i Catalogue of Life.